# خوزه کاردوسو
خوزه کاردوسو (اسپانیایی: José Cardozo‎؛ زادهٔ ۱۹ مارس ۱۹۷۱) بازیکن فوتبال بازنشسته اهل پاراگوئه است که در حال حاضر هدایت باشگاه فوتبال دپورتیوو تولوکا را بر عهده دارد. او حدود ۱۰ سال از دوران بازیش را در تولوکا گدراند و با به ثمر رساندن ۲۴۹ گل در ۳۳۲ بازی بهترین گلزن تاریخ این باشگاه است.

## تیم ملی
وی همچنین در تیم ملی فوتبال پاراگوئه بازی کرده و در جام‌های جهانی ۱۹۹۸ و ۲۰۰۲ برای این تیم به میدان رفته است.